# 卡恩格瓦尼
卡恩格瓦尼 （KaNgwane）是南非種族隔離政府設立的一個班圖斯坦，作為史瓦濟人的“家園”。1981年宣佈「自治」。1994年重新併入南非，現分屬普馬蘭加省和夸祖魯-納塔爾省。史瓦帝尼對此地區提出領土聲索。